# I Shot the Sheriff
Singles de Bob Marley and the Wailers
Get Up, Stand Up
(1973) So Jah Seh
(1974)
Singles de Eric Clapton
Let It Rain
(1972) Willie and the Hand Jive
(1974)
I Shot the Sheriff est une chanson écrite et composée par Bob Marley et sortie en 1973 en tant que titre de l'album Burnin' des Wailers.

## Présentation
L'histoire est racontée du point de vue d'un homme qui avoue avoir tué le sheriff local mais clame son innocence quant au meurtre du deputy sheriff, autrement dit le sheriff adjoint. Eric Clapton en a enregistré une reprise incluse dans l'album 461 Ocean Boulevard ; il s'agit de la version ayant eu le plus de succès, notamment aux États-Unis où elle a atteint la première place du Billboard Hot 100. D'autre part la reprise de Clapton permit de relancer sa carrière et également de faire connaître Bob Marley à un large public, à un moment où celui-ci n'était pas encore internationalement connu.
La version d'Eric Clapton a reçu en 2003 le Grammy Hall of Fame Award.
Selon sa compagne de l’époque, l'actrice Esther Anderson, Bob Marley a écrit cette chanson après avoir envisagé de tuer le docteur qui lui prescrivait la pilule.
Alpha Blondy en fait une version sous le titre J'ai tué le commissaire sur l'album Mystic Power.

## Controverses
En 1992, la chanson de Marley est souvent citée par les partisans d'Ice-T comme preuve de l'hypocrisie des détracteurs de sa chanson Cop Killer (en) (« tueur de flic ») puisque I Shot the Sheriff, bien que traitant du même thème, n'a pas reçu de critique similaire[source insuffisante].
Le 13 décembre 2018, une partie de la chanson est diffusée, à faible volume, lors de l’émission spéciale de BFM TV consacrée à la mort du terroriste islamiste Chérif Chekatt, auteur de l’attaque du 11 décembre 2018 à Strasbourg. À la suite de réactions de téléspectateurs, la chaîne s’excuse dès le lendemain en plaidant une « erreur de manipulation » de l’équipe technique chargée du son.

## Classements

### Classements hebdomadaires
| Classement (1974)                      | Meilleure position |
| -------------------------------------- | ------------------ |
| Afrique du Sud (Springbok Radio)       | 11                 |
| Allemagne (Media Control AG)           | 4                  |
| Australie (Kent Music Report)          | 11                 |
| Autriche (Ö3 Austria Top 40)           | 19                 |
| Belgique (Flandre Ultratop 50 Singles) | 7                  |
| Belgique (Flandre VRT Top 30)          | 2                  |
| Canada (CHUM)                          | 1                  |
| Canada (RPM Top Singles)               | 1                  |
| États-Unis (Billboard Hot 100)         | 1                  |
| États-Unis (Cash Box)                  | 1                  |
| États-Unis (Hot Soul Singles)          | 33                 |
| États-Unis (Record World)              | 1                  |
| France (IFOP)                          | 28                 |
| Norvège (VG-lista)                     | 3                  |
| Nouvelle-Zélande (RIANZ)               | 1                  |
| Pays-Bas (Nederlandse Top 40)          | 5                  |
| Pays-Bas (Single Top 100)              | 5                  |
| Royaume-Uni (UK Singles Chart)         | 9                  |

| Classement (1982)              | Meilleure position |
| ------------------------------ | ------------------ |
| Irlande (IRMA)                 | 23                 |
| Royaume-Uni (UK Singles Chart) | 64                 |

| Classement (1974)              | Position |
| ------------------------------ | -------- |
| Belgique (Flandre Ultratop 50) | 58       |
| Canada (RPM Top 200)           | 11       |
| États-Unis (Billboard Hot 100) | 76       |
| Pays-Bas (Nederlandse Top 40)  | 50       |